# FC Almast Jerevan
Football Club Almast Jerevan (arménsky: Ֆուտբոլային Ակումբ „Ալմաստ“ Երևան) byl arménský fotbalový klub sídlící ve městě Jerevan. Klub zanikl v roce 1993.

## Umístění v jednotlivých sezonách
Zdroj:
Legenda: Z – zápasy, V – výhry, R – remízy, P – porážky, VG – vstřelené góly, OG – obdržené góly, +/− – rozdíl skóre, B – body, červené podbarvení – sestup, zelené podbarvení – postup, fialové podbarvení - reorganizace, změna skupiny či soutěže
| Sovětský svaz (1990 – 1991) |                               |        |    |    |   |    |    |     |     |    |        |
| Sezóny                      | Liga                          | Úroveň | Z  | V  | R | P  | VG | OG  | +/− | B  | Pozice |
| 1990                        | Vtoraja nizšaja liga - 2 zona | 4      | 30 | 6  | 9 | 15 | 36 | 89  | −53 | 21 | 19.    |
| 1991                        | Vtoraja nizšaja liga - 2 zona | 4      | 38 | 7  | 3 | 28 | 36 | 103 | −67 | 17 | 20.    |
| Arménie (1992 – 1993)       |                               |        |    |    |   |    |    |     |     |    |        |
| Sezóny                      | Liga                          | Úroveň | Z  | V  | R | P  | VG | OG  | +/− | B  | Pozice |
| 1992                        | Aradżin chumb                 | 2      | 26 | 17 | 3 | 6  | 71 | 42  | +29 | 37 | 8.     |